# 49-та піхотна дивізія (Третій Рейх)
49-та піхотна дивізія (Третій Рейх) (нім. 49. Infanterie-Division) — піхотна дивізія Вермахту за часів Другої світової війни.

## Історія
49-та піхотна дивізія була сформована 1 лютого 1944 року в Булоні шляхом перейменування 191-ї резервної дивізії.

## Райони бойових дій
- Франція (лютий — листопад 1944).

## Командування

### Командири
- генерал-лейтенант Зігфрід Махольц (нім. Sigfrid Macholz) (1 лютого — 4 вересня 1944);
- генерал-лейтенант Фолльрат Люббе (нім. Vollrath Lübbe) (4 вересня — ? жовтня 1944);
- оберст Петер Керте (нім. Peter Körte) (жовтень 1944).